# Rio São Desidério
Rio São Desidério är ett vattendrag i Brasilien.   Det ligger i delstaten Bahia, i den östra delen av landet, 500 km nordost om huvudstaden Brasília.
Omgivningarna runt Rio São Desidério är huvudsakligen savann. Runt Rio São Desidério är det mycket glesbefolkat, med 2 invånare per kvadratkilometer.